# Fusō, Aichi
Fusō (japanska: 扶桑町?, Fusō-chō) är en landskommun i Aichi prefektur i Japan. Kommunen ligger cirka 21 km norr om centrala Nagoya.